# Judo op de Olympische Jeugdzomerspelen 2010
Judo is een van de Olympische sporten die beoefend worden tijdens de Olympische Jeugdzomerspelen 2010 in Singapore. De kampen zullen worden bevochten van 21 tot en met 25 augustus in het International Convention Centre. Er wordt in negen onderdelen gestreden voor de gouden medaille: vier bij de jongens, vier bij de meisjes en één gemengd teamkampioenschap.

## Deelnemers
De deelnemers moeten in 1993 of 1994 geboren zijn. Het aantal deelnemers is door het IOC op 104 gesteld. Alle deelnemers moeten minimaal de blauwe band hebben en in 2009 zijn uitgekomen op het jeugdwereldkampioenschap of een continentaal kampioenschap. Meisjes zwaarder dan 78 kg en jongens zwaarder dan 100 kg mogen niet meedoen. Tussen het jeugdwereldkampioenschap en de Spelen mochten de judoka slechts één gewichtscategorie zijn doorgeschoven.
In principe waren de medaillewinnaars van het jeugdwereldkampioenschap 2009 geplaatst; 32 jongens en 32 meisjes. Op dat WK werd zowel bij de meisjes als jongens in 8 gewichtsklassen gespeeld en werden in elke klasse vier medailles (goud, zilver en twee keer brons) uitgereikt. Indien van een land meerdere jongens of meerdere meisjes aan deze criteria voldeden, moest de nationale judobond aangeven welke jongen en/of meisje deel zou nemen. Plaatsen die op deze manier vrijkwamen werden toegekend aan degene die op het WK als vijfde, zesde enzovoorts eindigde; voor het geval judoka's gelijk eindigden heeft de Internationale judofederatie (IJF) criteria opgesteld. Van het gastland mogen automatisch een meisje en een jongen deelnemen, mits ze aan de persoonlijke criteria voldoen. De overige 19 deelnemers werden aangewezen door het IOC en de IJF, waarbij er voor wordt gezorgd dat uiteindelijk elk land ten minste vier sporters kan laten deelnemen aan de Jeugdspelen. Als extra regel geldt dat per land het totale aantal sporters, bekeken over alle individuele sporten en het basketbal tijdens deze Jeugdspelen, is beperkt tot 70.

## Onderdelen
Individueel
De individuele wedstrijd bestaat per gewichtsklasse uit een knock-outfase met herkansingen waarbij elke deelnemer ten minste twee wedstrijden speelt.
Gemengd team
Na de officiële weging worden de 104 judoka verdeeld in 13 teams van 8, waarbij elk team uit vier jongens en vier meisjes bestaat. Sporters uit één land mogen niet in hetzelfde team worden ingedeeld. Zowel de jongens als de meisjes worden op het gewicht gerangschikt en vervolgens in vier categorieën verdeeld. De teams worden samengesteld door uit elk van deze 2x4 categorieën een judoka te loten. De teamwedstrijd bestaat uit een knock-outfase zonder herkansingen.

## Kalender
| Augustus | 14 | 15 | 16 | 17 | 18 | 19 | 20 | 21 | 22 | 23 | 24 | 25 | 26 |
| -------- | -- | -- | -- | -- | -- | -- | -- | -- | -- | -- | -- | -- | -- |
| Judo     |    |    |    |    |    |    |    | 3  | 3  | 2  |    | 1  |    |

|  | Finale |

## Medailles

### Jongens
| Discipline | Goud | Goud                  | Zilver | Zilver                   | Brons   | Brons                          |
| ---------- | ---- | --------------------- | ------ | ------------------------ | ------- | ------------------------------ |
| Tot 55 kg  | CZE  | David Pulkrabek       | UZB    | Mansurkhuja Muminkhujaev | UKR ESP | Dmytro Atanov Pedro Rivadulla  |
| Tot 66 kg  | USA  | Maxamillian Schneider | PRK    | Hyon Song Chol           | DEN ARM | Phuc Cai Davit Ghazaryan       |
| Tot 81 kg  | KOR  | Lee Jae-hyung         | RUS    | Chasan Chalmoerzajev     | HUN SVK | Krisztian Toth Arpad Szakacs   |
| Tot 100 kg | JPN  | Ryosuke Igarashi      | BEL    | Toma Nikiforov           | GER KGZ | Marius Piepke Bolot Toktogonov |

### Meisjes
| Discipline | Goud | Goud             | Zilver | Zilver         | Brons   | Brons                           |
| ---------- | ---- | ---------------- | ------ | -------------- | ------- | ------------------------------- |
| Tot 44 kg  | KOR  | Bae Seul Bi      | HUN    | Barbara Batizi | CAM BLR | Sam Sothea Vita Valnova         |
| Tot 52 kg  | USA  | Katelyn Bouyssou | RUS    | Anna Dmitrieva | AUT PRK | Christine Huck Ri Un-ji         |
| Tot 63 kg  | JPN  | Miku Tashiro     | BRA    | Flavia Gomes   | CRO LTU | Barbara Matic Laura Naginskaite |
| Tot 78 kg  | BEL  | Lola Mansour     | GER    | Natalia Kubin  | UKR SLO | Kseniya Darchuk Urska Potocnik  |

### Gemengd
| Discipline   | Goud | Zilver | Brons | Brons |
| ------------ | --- | --- | --- | --- |
| Gemengd team | Team Essen COD Daryl Lokuku Ngambomo CUB Alex Maxell Garcia Mendoza JPN Miku Tashiro KAZ Kairat Agibayev PER Lesly Cano SVK Andrea Kirsandova ESP Pedro Rivaldullo | Team Belgrado BEL Lola Mansour GER Marius Piepke MLT Jeremy Saywell MGL Dulguun Otgonbayar NZL Haley Baxter RUS Anna Dmitrieva SEN Babacar Cissé TKM Jennet Geldybayeva | Team Caïro BIH Eldin Omerovic CRC Andrea Guillen IND Neha Thakur CRO Barbara Matic UZB Mansurkhuja Muminkhujaev AUT Christine Huck ROU Ioan Visan VEN Pedro Pineda | Team Tokio AND Patrik Ferreira Martins HON Kevin Fernandez ISR Rotem Shor ITA Fabio Basile MRI Gaelle Nemorin UKR Kseniya Darchuk TUR Batuhan Efemgil KOR Bae Seul-bi |

### Medailleklassement
| Plaats | Land                 | NOC    | Goud | Zilver | Brons | Totaal |
| ------ | -------------------- | ------ | ---- | ------ | ----- | ------ |
| 1      | Japan                | JPN    | 2    | 0      | 0     | 2      |
| 1      | Verenigde Staten     | USA    | 2    | 0      | 0     | 2      |
| 1      | Zuid-Korea           | KOR    | 2    | 0      | 0     | 2      |
| 4      | België               | BEL    | 1    | 1      | 0     | 2      |
| 5      | Tsjechië             | CZE    | 1    | 0      | 0     | 1      |
| 6      | Rusland              | RUS    | 0    | 2      | 0     | 2      |
| 7      | Duitsland            | GER    | 0    | 1      | 1     | 2      |
| 7      | Hongarije            | HUN    | 0    | 1      | 1     | 2      |
| 7      | Noord-Korea          | PRK    | 0    | 1      | 1     | 2      |
| 10     | Brazilië             | BRA    | 0    | 1      | 0     | 1      |
| 10     | Oezbekistan          | UZB    | 0    | 1      | 0     | 1      |
| 12     | Oekraïne             | UKR    | 0    | 0      | 2     | 2      |
| 13     | Armenië              | ARM    | 0    | 0      | 1     | 1      |
| 13     | Kameroen             | CAM    | 0    | 0      | 1     | 1      |
| 13     | Denemarken           | DEN    | 0    | 0      | 1     | 1      |
| 13     | Kroatië              | CRO    | 0    | 0      | 1     | 1      |
| 13     | Kirgizië             | KGZ    | 0    | 0      | 1     | 1      |
| 13     | Litouwen             | LTU    | 0    | 0      | 1     | 1      |
| 13     | Oostenrijk           | AUT    | 0    | 0      | 1     | 1      |
| 13     | Slovenië             | SLO    | 0    | 0      | 1     | 1      |
| 13     | Slowakije            | SVK    | 0    | 0      | 1     | 1      |
| 13     | Spanje               | ESP    | 0    | 0      | 1     | 1      |
| 13     | Wit-Rusland          | BLR    | 0    | 0      | 1     | 1      |
| -      | Gemengde landenteams | MIX    | 1    | 1      | 2     | 4      |
| Totaal | Totaal               | Totaal | 9    | 9      | 18    | 36     |